# Malthonica pseudolyncea
Malthonica pseudolyncea är en spindelart som beskrevs av Guseinov, Marusik och Koponen 2005. Malthonica pseudolyncea ingår i släktet Malthonica och familjen trattspindlar.
Artens utbredningsområde är Azerbajdzjan. Inga underarter finns listade i Catalogue of Life.